# Gerhard Girmscheid

Gerhard Girmscheid (2004)

Gerhard Girmscheid (* 18. Mai 1949 in Marienrachdorf) ist ein deutscher Bauingenieur, emeritierter Professor für Bauprozess- und Bauunternehmensmanagement an der ETH Zürich und Autor.

## Ausbildung und Beruf
Gerhard Girmscheid studierte Bauingenieurwesen von 1972 bis 1978 an der Technischen Hochschule Darmstadt, wo er 1983 am Institut für Statik und Stahlbau des Fachbereiches Konstruktiver Ingenieurbau mit einer Arbeit mit dem Thema «Ein Beitrag zur verallgemeinerten technischen Biegetheorie unter Berücksichtigung der Umfangsdehnungen, Schubverzerrungen und großer Verformungen» promovierte. Von 1983 bis 1995 war er bei der Bauunternehmung Bilfinger & Berger Bau AG in Wiesbaden und deren Tochtergesellschaft Fru-Con Construction in St. Louis tätig, wo er zuerst für die statisch-konstruktive und baubetriebliche Planung von Industrieanlagen, Tiefbauten und Brücken zuständig war. Für Fru-Con Construction folgte ein vierjähriger Einsatz als Engineering- und Site-Manager auf einer Grossbaustelle in Ägypten, danach leitete er im Mutterhaus die Abteilung Brückenbau des Auslandsbereichs. Ein weiterer zweijähriger Auslandseinsatz führte ihn 1993 als Projektmanager eines Grossauftrags «Second Stage Expressway» nach Bangkok. Nach seiner Rückkehr nach Deutschland wurde er Planungskoordinator für das Vortriebskonzept der vierten Elbröhre in Hamburg. 1996 wechselte er zur Walter Bau AG in Augsburg und übernahm die Geschäftsführung der Bauverfahrenstechnik und der Deutschen Bau-Consulting GmbH. Von 1996 bis 2014 war er ordentlicher Professor für Bauprozess- und Bauunternehmensmanagement an der ETH Zürich. Seit 2014 ist er Managing Director of CTT Consulting in Lenzburg.

## Forschung

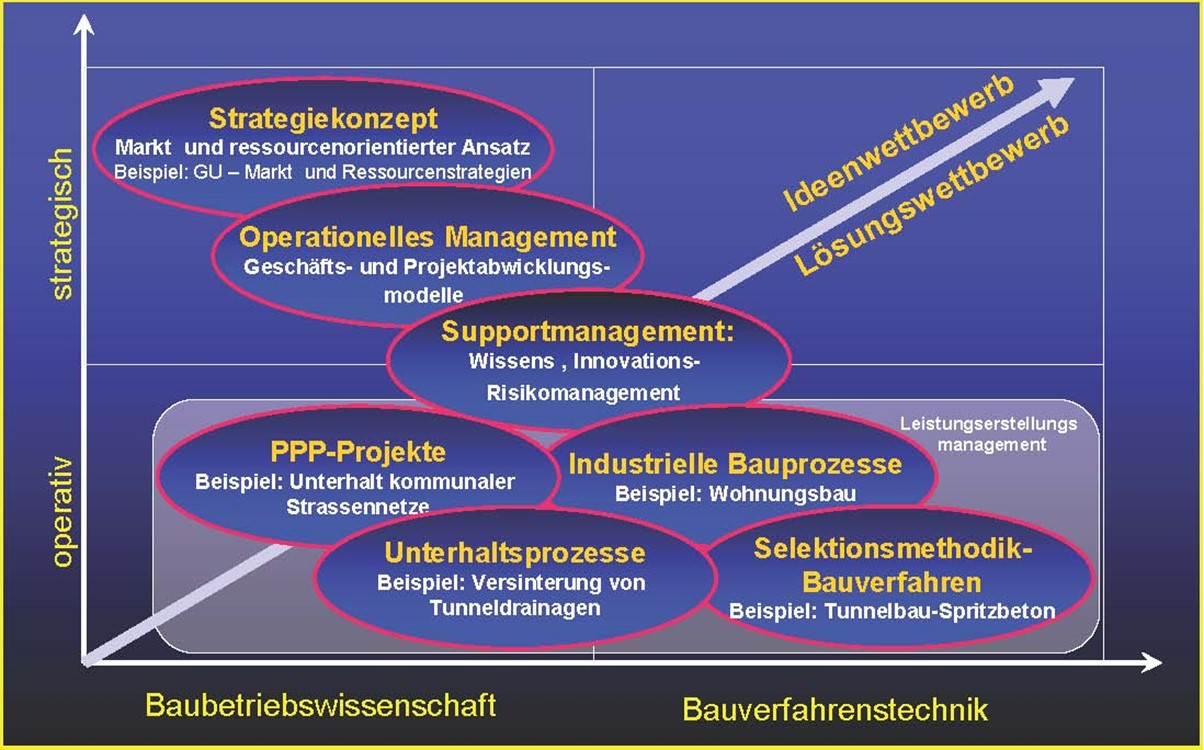
Forschungsportfolio des Forschungsansatzes „SysBau®“ von Prof. Dr. G. Girmscheid

Seine Forschungstätigkeit konzentriert sich auf die Leistungserstellungs- und Supportprozesse in Bauunternehmen. Die Forschung fokussiert auf den von ihm begründeten Forschungsansatz «SysBau®» mit industrieller leaner Bauproduktion und Baumanagement sowie lebenszyklusorientierten Bauprozessen mit folgenden Schwerpunkten:
- Geschäfts- und Projektabwicklungsmodelle für Lebenszyklusleistungen
- Supportprozessmodelle für Risiko-, Wissens- und Innovationsmanagement
- Leistungserstellungsprozessmodelle zur leanen Industrialisierung der Bauprozesse
- Probabilistische Entscheidungsmodelle im Bereich 
  - Nachhaltige Gebäudeoptimierung
  - Planung und Bauproduktion
  - Instandhaltung und Instandsetzung

Ziel war es, durch Integration von Planung, Bau und Nutzung die Leistungsangebote innovativer baulicher Systeme einer ganzheitlichen Optimierung zuzuführen. Ebenso sollte der Kundennutzen nachhaltig erhöht und die Wettbewerbsfähigkeit der Unternehmen verbessert werden. Daraus wurden wichtige Entscheidungs- und Managementmodelle zur nachhaltigen Gestaltung der Projekt- und Unternehmensprozesse entwickelt. Ferner wurden in der Lehre und Forschung die Ansätze des Lean Management praxisorientiert entwickelt. Aus diesem Forschungsansatz «SysBau®» entstanden an seinem Lehrstuhl an der ETH Zürich 328 Publikationen: Doktorthesen, Fachartikel sowie Konferenzpaper, Bücher usw.

## Gastprofessuren
- 2001: Arizona State University in Phoenix (Arizona)
- 2004: University of Manchester Institute of Science and Technology (UMIST) in Manchester
- 2005: MIT in Cambridge (Massachusetts)
- 2015–2021: Sichuan-Universität in Chengdu

## Ämter
Er war von 1998 bis 2013 Vorsteher des Instituts und von 2005 bis 2007 Studiendelegierter des D-BAUG an der ETH Zürich sowie von 2001 bis 2007 Delegierter der ETH in der IDEA League Working Group Civil Engineering. Zudem war er Präsident des Schweizer PPP-Expertennetzwerkes, Member im Board und Programme Committee der CIB-Forschungsplattform (Council for Research and Innovation in Building and Construction) von 2006 bis 2011 und CIB-Coordinator der Task Group TG 57 und Working Commission W119. Er war von 2002 bis 2012 Mitherausgeber der Springer-Fachzeitschrift Bauingenieur. Seit 2005 wurde er vom «Journal of Construction Engineering and Management» der ASCE zum Scientific Reviewer berufen. Er ist Experte der SWISS Experts für Gerichtsgutachten und Schiedsgerichtsbarkeiten.

## Verwaltungsratsmandate
- 2004–2012 Schweizer AG in Hedingen
- 2013–2018 Priora AG in Zürich
- 2013–2016 PJSC Streutransgaz in Moskau
- 2014–2019 Sebastian Müller AG in Rickenbach

## Publikationen
- Forschungsmethodik in den Baubetriebswissenschaften. 2. Auflage. IBI/ETH Zürich, Zürich 2007, ISBN 978-3-906800-10-3.
- Bauunternehmensmanagement–prozessorientiert. Band 1. 3. Auflage. Springer Vieweg, Wiesbaden 2015, ISBN 978-3-642-55151-2.
- Bauunternehmensmanagement–prozessorientiert. Band 2. 3. Auflage. Springer Vieweg, Wiesbaden 2015, ISBN 978-3-642-55113-0.
- Angebots- und Ausführungsmanagement–prozessorientiert. 3. Auflage. Springer Vieweg, Wiesbaden 2014, ISBN 978-3-642-55290-8.
- Projektabwicklung in der Bauwirtschaft–prozessorientiert. 5. Auflage. Springer Vieweg, Wiesbaden 2015, ISBN 978-3-662-49329-8
- Leistungsermittlungshandbuch für Baumaschinen und Bauprozesse. 2. Auflage. Springer, Berlin 2004, ISBN 3-540-22508-0.
- Faires Nachtragsmanagement. 1. Auflage. HEB-Verlag Baufachverlag, Bern 2013, ISBN 3-85565-258-9.
- Bauprozesse und Bauverfahren des Tunnelbaus. 3. Auflage. Ernst & Sohn, Berlin 2013, ISBN 978-3-433-03047-9.
- Bauproduktionsprozesse des Tief- und Hochbaus. IBI/ETH Zürich, Zürich 2013, ISBN 978-3-906800-24-0.
- Bauproduktionsprozesse des Brückenbaus. IBI/ETH Zürich, Zürich 2013.
- Bauverfahren des Spezialtiefbaus. IBI/ETH Zürich, Zürich 2013.

- mit Frits Scheublin (Hrsg.): New Perspective in Industrialisation in Construction–A State-of-Art Report. CIB Publication 329. IBI/ETH Zürich, Zürich 2010, ISBN 978-3-906800-17-2.

- Risk allocation model (RA model) – The critical success factor for public-private partnerschip. In: Piet De Vries, Etienne B. Yehoue (eds.): The Routledge Companion to Public-Private Partnerships. Routledge Taylor & Francis Group, London and New York 2013, ISBN 978-0-415-78199-2.
- Lean Construction – Industrialisation of On-site Production Processes. Part 1. Construcion Production Process Planning. Part 2. Planning and Execution Process. In: Kim S. Elliott, Zuhairi Abd. Hamid (eds.): Modernisation, Mechanisation & Industrialisation of Concrete Structures. Wiley-Blackwell, Oxford 2017, ISBN 978-111-887-6497.
- Kap. 6.6: Schrägkabelbrücken – Konstruktionsgrundsätze, Kap. 10.1.6: Schrägkabelbrücken – Herstellungsprozesse, Kap. 10.1.6: Segmentbauweise – Herstellungsprozesse. In: Gerhard Mehlhorn, Manfred Curbach (Hrsg.): Handbuch Brücken. Springer, Berlin 2014, ISBN 978-3-658-03339-2.